# Styrsignal
Styrsignal (eller utsignal) är inom reglertekniken ett annat namn för pådragsdonets insignal, det vill säga signalen från regulatorn till pådragsdonet. Om insignalen ökar så ökar pådragsdonet sin utsignal, som givaren får som en ökad insignal.
Styrsignal benämns exempelvis OUT.